# Iron River (Michigan)
Iron River – miasto w Stanach Zjednoczonych, w stanie Michigan, w hrabstwie Iron.